# Bernard Roux
Pour les articles homonymes, voir Roux (patronyme).
Bernard Roux (né le 15 août 1934 à Lyon) est un publicitaire français, cofondateur en 1991 d'Euro RSCG. Il a quitté cette société en 1992 pour créer sa propre agence, RLC, aujourd'hui Opéra-RLC, avec Christophe Lambert et Thierry Consigny.

## Biographie
Diplômé de l’École Supérieure de Commerce de Lyon (EM Lyon) en 1955, il rejoint l'aéronavale. Il sert comme navigateur aérien à bord d'un P2V Neptune et participe aux missions de surveillance de la frontière algérienne, où transitent les convois d’armes du FLN.
Il devient dessinateur d’un bureau d’études, attaché de direction dans la mécanographie, fabricant de rideaux, vendeur de vins sous le nom de Rémi de Foulanges. Il rencontre Jacques Séguéla dans une petite agence, Axe Publicité. Ils se font renvoyer après avoir demandé une augmentation et fondent l'agence Roux-Séguéla, faisant la promotion du sénateur catalan Gaston Pams, pour le lancement de Port-Barcarès, en organisant un concert de Johnny Hallyday sur la plage, et se fait construire des villas à Sperone en Corse.
L'agence, devenue RSCG, fusionne au début des années 1990 avec Havas pour former Euro RSCG. Bernard Roux est le premier du quatuor initial à quitter le nouveau groupe. En 1996, Havas a porté plainte contre Bernard Roux pour « abus de biens sociaux et escroquerie. »
En l'an 2000, il fonde une nouvelle agence baptisée Les Opérateurs.
En 2003, il fonde avec Éric Vivien, « 36 20 Le Numéro des Marques », rebaptisé idelio en 2011.